# Fremantle City
Koordinaten: 32° 3′ S, 115° 45′ O

Die City of Fremantle ist ein lokales Verwaltungsgebiet (LGA) im australischen Bundesstaat Western Australia. Fremantle gehört zur Metropole Perth, der Hauptstadt von Western Australia. Das Gebiet ist 19 km² groß und hat etwa 29.000 Einwohner (2016).
Fremantle liegt an der Westküste zu beiden Seiten der Mündung des Swan River etwa zwölf bis 17 Kilometer südwestlich des Stadtzentrums von Perth. Der Sitz des City Councils befindet sich im Stadtteil Fremantle an der Südseite der Flussmündung, wo etwa 8200 Einwohner leben (2016).

## Verwaltung
Der Fremantle Council hat 13 Mitglieder, zwölf Councillor werden von den Bewohnern der sechs Wards (je zwei aus North, South, East, City, Hilton und Beaconsfield Ward) gewählt. Der Mayor (Bürgermeister) und Ratsvorsitzende wird zusätzlich von allen Bewohnern der City gewählt.